# José Luis Rojas
José Luis Rojas Ramos (* 5. April 1992 in Junín) ist ein peruanischer Leichtathlet, der sich auf den Langstreckenlauf spezialisiert hat.

## Sportliche Laufbahn
Erste Erfahrungen bei internationalen Meisterschaften sammelte José Luis Rojas bei den Crosslauf-Weltmeisterschaften 2011 in Punta Umbría, bei denen er nach 25:41 min auf Rang 73 im U20-Rennen gelangte. Anschließend gewann er bei den Panamerikanischen Juniorenmeisterschaften in Miramar in 14:58,47 min die Silbermedaille im 5000-Meter-Lauf und belegte über 10.000 m in 33:58,58 min den fünften Platz. Im Jahr darauf gewann er dann bei den U23-Südamerikameisterschaften in São Paulo in 30:32,82 min die Silbermedaille im 10.000-Meter-Lauf hinter dem Chilenen Víctor Aravena und über 5000 m belegte er nach 14:38,27 min den fünften Platz. 2013 gewann er bei den Südamerikameisterschaften in Cartagena in 30:13,10 min die Silbermedaille über 10.000 m hinter dem Brasilianer Solonei da Silva und wurde über 5000 m in 14:45,50 min Zehnter. Anschließend klassierte er sich bei den Juegos Bolivarianos in Trujillo mit 14:18,20 min bzw.30:07,84 min jeweils den fünften Platz. Im Jahr darauf siegte er bei einem Halbmarathon in Lima nach 1:04:23 h und gewann dann bei den U23-Südamerikameisterschaften in Montevideo in 14:02,37 min die Silbermedaille hinter dem Chilenen Matías Silva. 2015 gelangte er bei den Südamerikameisterschaften in Lima mit 14:16,29 min auf den fünften Platz über 5000 m und im Jahr darauf wurde er bei den Ibero-Amerikanischen Meisterschaften in Rio de Janeiro nach 14:19,14 min Siebter. 
2017 gewann er bei den Juegos Bolivarianos in Santa Marta in 14:07,48 min die Bronzemedaille über 5000 m hinter dem Chilenen Carlos Díaz und Marvin Blanco aus Venezuela. Im Jahr darauf siegte er dann in 13:42,38 min über 5000 m bei den Ibero-Amerikanischen Meisterschaften in Trujillo und gewann in 8:04,00 min die Bronzemedaille im 3000-Meter-Lauf hinter dem Brasilianer Altobeli da Silva und Alfredo Santana aus Puerto-Rico. Zuvor siegte er nach 1:08:40 h bei den Halbmarathon-Südamerikameisterschaften in Paramaribo. Bei den Crosslauf-Weltmeisterschaften 2019 in Aarhus gelangte er nach 34:15 min auf Rang 52 und anschließend gewann er bei den Südamerikameisterschaften in Lima in 13:53,11 min die Silbermedaille hinter dem Brasilianer Altobeli da Silva. Daraufhin startete er über 5000 m bei den Panamerikanischen Spielen ebendort und wurde dort in 13:57,77 min Siebter. 2023 belegte er bei den Südamerikameisterschaften in São Paulo in 29:15,91 min den vierten Platz über 10.000 Meter und anschließend wurde er bei den Panamerikanischen Spielen in Santiago de Chile in 30:11,02 min Neunter.
In den Jahren 2012 und 2013 wurde Rojas peruanischer Meister im 5000-Meter-Lauf sowie 2013 und 2023 auch über 10.000 Meter.

## Persönliche Bestzeiten
- 3000 Meter: 8:04,00 min, 26. August 2018 in Trujillo
- 5000 Meter: 13:38,6 min, 20. Juli 2018 in Lima
- 10.000 Meter: 28:52,22 min, 17. Juni 2023 in Lima
- Halbmarathon: 1:04:23 h, 31. August 2014 in Lima